# 張伯鯨
張伯鯨（1590年—1645年），字瀚伯，别號繩海，直隸揚州府江都縣民籍。明朝政治人物。

## 生平
庚寅年生。萬曆四十年（1612年）壬子科應天府鄉試第三十三名舉人，萬曆四十四年（1616年）丙辰科會試一百二十九名，三甲五十七名進士。知浙江会稽、归安、鄞三县。天启中，大计，调补卢氏。崇祯二年稍迁户部主事，出督延、宁二镇军储。大盗起延绥，擢榆林兵备佥事，辖榆林中路，击破贺思贤，擒金翅鹏、一座城等逆贼，败套寇于长乐堡。崇祯六年擢陕西右参政，仍视兵备事。七年春，巡抚陈奇瑜迁总督，遂擢伯鲸右佥都御史代之任延绥巡抚。明年，以拾遗论罢。寻论延绥功，诏起用，廕子锦衣千户。十年，即家起为户部侍郎，驻池州，专理兵食。又明年，熊文灿抚事败，杨嗣昌自出督师，移伯鲸襄陽。熊文灿被逮下狱，言剿饷不至者六十余万，伯鲸坐贬秩。十五年召拜兵部左侍郎，明年，尚书馮元飇在告，伯鲸摄部事。寻以足病乞休。又明年，京城陷，微服遁还归扬州。清兵至扬州，与史可法固守，城破自经死。

## 家族
曾祖张栩，医官。祖张逵。父张文德，冠带。

## 引用
1. ↑  《萬曆四十四年丙辰科進士履歷》：张伯鲸，绳海，易二房，庚寅六月二十一日生。江都县籍泰州人，壬子三十三，会一百二十九名，二甲五十七名。工部政，授会稽知县，己未補歸安知县，壬戌調鄞县，乙丑考察，丙寅補河南卢氏知縣，庚午户部山西司主事，延绥管粮，壬申升陕西佥事，癸酉加右參政，甲戌升右佥都御史、延绥巡抚。

## 延伸阅读
[在维基数据编辑]
 《明史卷二百六十七》，出自《明史》

| 官衔          | 官衔                                 | 官衔          |
| ------------- | ------------------------------------ | ------------- |
| 前任： 許觀吉 | 明朝归安县知县 萬曆四十七年-天啓二年 | 繼任： 姚恭   |
| 前任： 沈猶龍 | 明朝鄞縣知縣 1623年－1625年          | 繼任： 馮雲起 |